# Parafia Najświętszego Serca Jezusowego w Nhulunbuy
Parafia Najświętszego Serca Jezusowego w Nhulunbuy – parafia rzymskokatolicka, należąca do diecezji Darwin.
Obecnie na niedzielną eucharystię przychodzi około 150-200 mieszkających tam katolików.